# Калинин, Борис Николаевич
Борис Николаевич Калинин (28 марта 1922, Саблино, Петроградская губерния — 22 июля 1995) — советский хоккеист, защитник.

## Биография
В 1941 году в 19 лет оказался на фронтах Великой Отечественной войны. С октября 1940 года по январь 1947 года служил рядовым стрелком снайпером в 13 мотострелковом полку НКВД. Был ранен в районе Невского плацдарма в 1942 году.
Награждён медалями «За Отвагу» (1977), «За оборону Ленинграда».
В чемпионате СССР по хоккей провёл шесть сезонов, выступая за ленинградские команды «Динамо» (1946/47 — 1948/49, 1950/51), «Большевик» (1949/50), ДО / ОДО (1951/52).
Окончил исторический факультет Ленинградского университета. Работал в Главном управлении культуры Ленинграда. Соавтор книги «Памятники и мемориальные доски г. Ленинграда» (1979). Работал экскурсоводом по Ленинграду и пригородам.